# Meridià 79 a l'est
El meridià 79 a l'est de Greenwich és una línia de longitud que s'estén des del pol Nord travessant l'oceà Àrtic, Àsia, l'oceà Índic, l'oceà Antàrtic i l'Antàrtida fins al pol Sud.
Set antics temples de Shiva són alineats amb aquests meridià. A l'antiga Índia, aquest era considerat el meridià 0.
El meridià 79 a l'est forma un cercle màxim amb el meridià 101 a l'oest. Com tots els altres meridians, la seva longitud correspon a una semicircumferència terrestre, uns 20.003,932 km. Al nivell de l'Equador, és a una distància del meridià de Greenwich de 8.794 km.

## De Pol a Pol
Començant en el pol Nord i dirigint-se cap al pol Sud, aquest meridià travessa:
| Coordenades                             | País, territori o mar        | Notes |
| --------------------------------------- | ---------------------------- | --- |
| 90° 0′ N, 79° 0′ E / 90.000°N,79.000°E  | Oceà Àrtic                   | |
| 81° 7′ N, 79° 0′ E / 81.117°N,79.000°E  | Mar de Kara                  | Passa a l'oest de Illa Uixakov, Rússia · Passa a l'oest de illa de la Solitud, Rússia                                                  |
| 73° 15′ N, 79° 0′ E / 73.250°N,79.000°E | Rússia                       | Illa Nosok |
| 73° 14′ N, 79° 0′ E / 73.233°N,79.000°E | Mar de Kara                  | |
| 73° 1′ N, 79° 0′ E / 73.017°N,79.000°E  | Rússia                       | Illa Sibiriakov |
| 72° 44′ N, 79° 0′ E / 72.733°N,79.000°E | Mar de Kara                  | Golf del Ienissei |
| 72° 22′ N, 79° 0′ E / 72.367°N,79.000°E | Rússia                       | |
| 52° 7′ N, 79° 0′ E / 52.117°N,79.000°E  | Kazakhstan                   | Passa a través de Llac Balkhaix |
| 42° 47′ N, 79° 0′ E / 42.783°N,79.000°E | Kirguizstan                  | |
| 41° 39′ N, 79° 0′ E / 41.650°N,79.000°E | República Popular de la Xina | Xinjiang |
| 35° 55′ N, 79° 0′ E / 35.917°N,79.000°E | Aksai Chin                   | Disputat entre Índia i República Popular de la Xina                                                                                    |
| 34° 1′ N, 79° 0′ E / 34.017°N,79.000°E  | República Popular de la Xina | Tibet |
| 33° 48′ N, 79° 0′ E / 33.800°N,79.000°E | Aksai Chin                   | Disputat entre Índia i República Popular de la Xina                                                                                    |
| 33° 36′ N, 79° 0′ E / 33.600°N,79.000°E | República Popular de la Xina | Tibet |
| 33° 20′ N, 79° 0′ E / 33.333°N,79.000°E | Índia                        | Jammu i Caixmir |
| 32° 22′ N, 79° 0′ E / 32.367°N,79.000°E | República Popular de la Xina | Tibet |
| 31° 20′ N, 79° 0′ E / 31.333°N,79.000°E | Aksai Chin                   | Disputat entre Índia i República Popular de la Xina                                                                                    |
| 31° 6′ N, 79° 0′ E / 31.100°N,79.000°E  | Índia                        | Uttarakhand Uttar Pradesh Madhya Pradesh Uttar Pradesh Madhya Pradesh Maharashtra - Passa a l'oest de Nagpur Andhra Pradesh Tamil Nadu |
| 9° 42′ N, 79° 0′ E / 9.700°N,79.000°E   | Oceà Índic                   | Estret de Palk |
| 9° 21′ N, 79° 0′ E / 9.350°N,79.000°E   | Índia                        | Tamil Nadu |
| 9° 16′ N, 79° 0′ E / 9.267°N,79.000°E   | Oceà Índic                   | |
| 60° 0′ S, 79° 0′ E / 60.000°S,79.000°E  | Oceà Antàrtic                | |
| 68° 17′ S, 79° 0′ E / 68.283°S,79.000°E | Antàrtida                    | Territori Antàrtic Australià, reclamada per Austràlia                                                                                  |